# 트렐릭스
트렐릭스(Trellix, 이전 이름: FireEye 및 McAfee Enterprise)는 2022년에 설립된 비상장 사이버 보안 회사이다. 주요 사이버 보안 공격의 탐지 및 예방에 참여해 왔다. 사이버 보안 공격을 조사하고 악성 소프트웨어로부터 보호하며 IT 보안 위험을 분석하기 위한 하드웨어, 소프트웨어 및 서비스를 제공한다.
2021년 3월, STG(Symphony Technology Group)는 미화 40억 달러에 전액 현금 거래로 맥아피 엔터프라이즈를 인수했다고 발표했다. STG는 브랜드 변경 계획을 통해 2021년 7월에 맥아피의 엔터프라이즈 사업 인수를 완료했다. 2021년 6월, 파이어아이(FireEye)는 자사의 이름과 제품 사업을 STG에 12억 달러에 매각했다. STG는 파이어아이와 맥아피의 엔터프라이즈 비즈니스 인수를 결합하여 확장된 탐지 및 대응(XDR) 회사인 트렐릭스를 출시했다. 한편, 맥아피 엔터프라이즈의 보안 서비스 에지(SSE) 사업은 스카이하이 시큐리티(Skyhigh Security)로 알려진 별도의 회사로 운영된다.